# NVIDIA GoForce
GoForce是NVIDIA推出的用於行動平臺的圖形加速晶片，如智慧型手機與掌上型遊戲機等。其備有nPower技術節省電力消耗。2008年6月起已被Tegra系列替代。

## 產品介紹
- GoForce 2150 – NVIDIA收購MediaQ後推出的第一款產品，於2004年1月推出，支援一百三十萬像素數碼鏡頭，JPEG和2D加速。
- GoForce 3000 – 首度支援NVIDIA nPower技術，GoForce 4000的低價版本，功能較少。
- GoForce 4000 – 首度支援NVIDIA nPower技術，支援三百萬像素數碼鏡頭，硬體MPEG-4／H.263解碼。
- GoForce 4500 – 用於Gizmondo掌上型遊戲機，全球首套3D無線媒體處理器，支援3D繒圖，擁有幾何處理器和可編程像素著色引擎。
- GoForce 4800 – 支援三百萬像素數碼鏡頭和3D繒圖。
- GoForce 5300 – GoForce 5500的簡化版，不支援3D硬體加速。
- GoForce 5500 – 支援一千萬像素數碼鏡頭，第二代3D繒圖引擎，24-bit音效引擎和H.264解碼。
- GoForce 6100 – 獨立式高效能250MHz ARM1176JZ-S核心。